# گنج‌آباد (اصفهان)
گنج‌آباد (اصفهان)، روستایی از توابع بخش جرقویه سفلی شهرستان اصفهان در استان اصفهان ایران است.

## جمعیت
این روستا در دهستان جرقویه سفلی قرار دارد و براساس سرشماری مرکز آمار ایران در سال ۱۳۸۵، جمعیت آن ۱۱۹ نفر (۳۹خانوار) بوده‌است.